# Pơ mu
Pơ mu (danh pháp khoa học: Fokienia) là một chi trong họ Hoàng đàn (Cupressaceae). là trung gian giữa hai chi Chamaecyparis và Calocedrus, nhưng về mặt di truyền học chi Fokienia gần gũi hơn với chi thứ nhất. Chi này chỉ có một loài còn sống là cây pơ mu (Fokienia hodginsii (Dunn) A.Henry & H.H.Thomas) trong các tài liệu bằng tiếng nước ngoài như tiếng Anh gọi là Fujian cypress (tạm dịch là bách Phúc Kiến), và một loài chỉ còn ở dạng hóa thạch là Fokienia ravenscragensis.
Fokienia hodginsii có nguồn gốc từ miền Đông Nam Trung Quốc (các tỉnh Chiết Giang, Quý Châu, Vân Nam và Phúc Kiến) tới miền Bắc Việt Nam (các tỉnh Bắc Giang, Hà Giang, Hà Tĩnh, Hòa Bình, Sơn La, Nghệ An, Lào Cai, Lai Châu, Thanh Hóa, Tuyên Quang, Yên Bái, Phú Thọ), phía tây miền Trung Việt Nam (các tỉnh Đắc Lắc, Gia Lai, Kon Tum, Lâm Đồng), và kéo dài về phía Tây tới miền Bắc Lào. Tên khoa học của loại thực vật này có nguồn gốc từ tên gọi La tinh hóa cũ của tỉnh Phúc Kiến, Trung Quốc, là nơi mà từ đó mẫu vật đầu tiên đã được người ta giới thiệu vào châu Âu, do Hodgins thu thập năm 1908.

## Đặc điểm

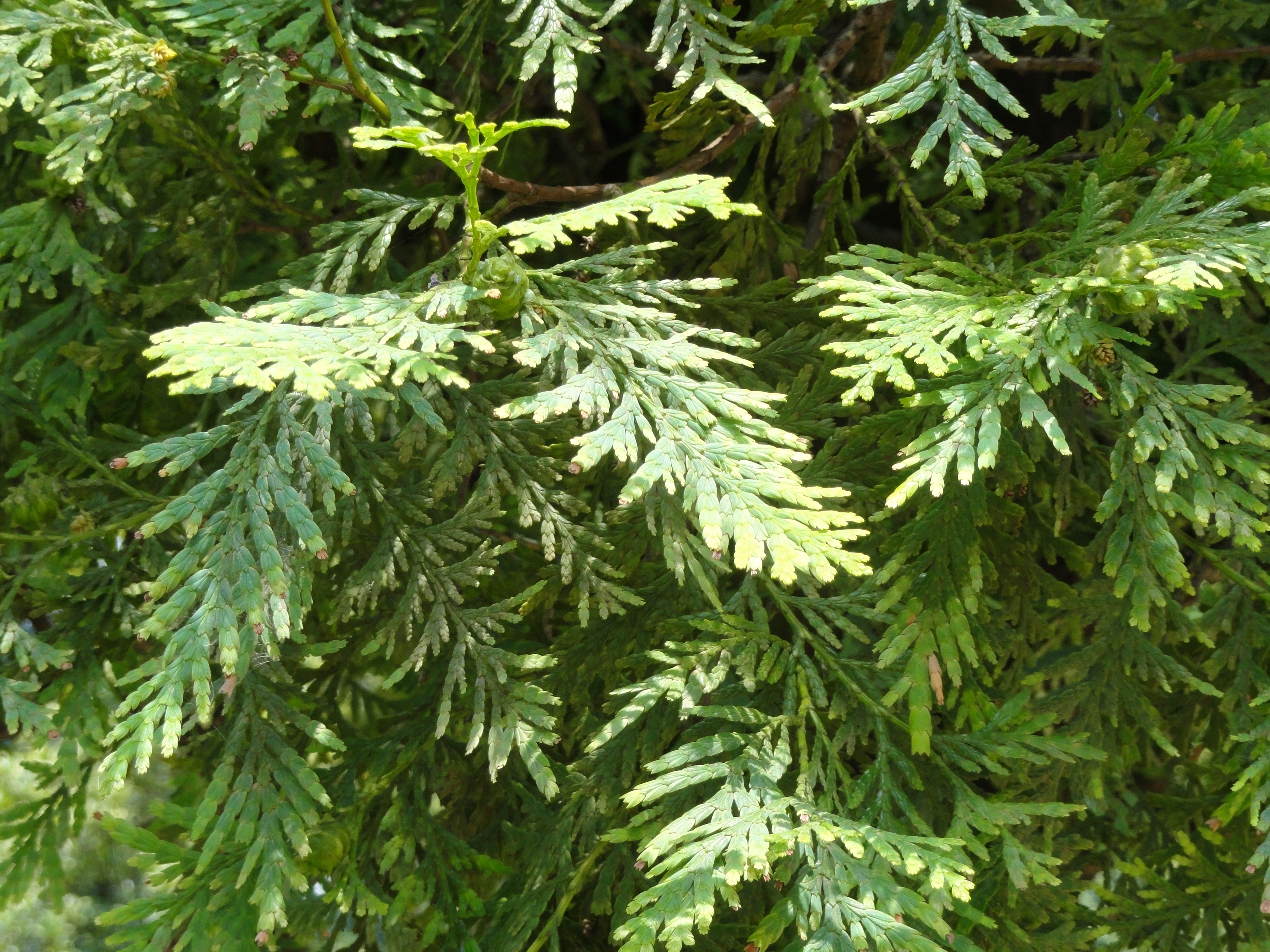
Nhánh với lá

Pơ mu là cây thân gỗ lá thường xanh, cao 25–30 m. Cây có vỏ màu ánh nâu-xám dễ bị tróc khi cây còn non. Ở những cây già hơn, trên vỏ có các vết nứt theo chiều dọc, có mùi thơm. Các lá được sắp xếp trong các hệ thống cành nhánh nhỏ bằng phẳng, với các nhánh cây nhỏ nằm trên một mặt phẳng. Lá trên các cây trưởng thành mọc thành các cặp chéo chữ thập đối, các cặp so le không cách nhau đều đặn vì thế chúng biểu hiện như là các vòng xoắn 4 trên cùng một mức; chúng hơi sắc, dài khoảng 2–5 mm, phía trên xanh sẫm với các dải khí khổng màu trắng phía dưới. Các lá ở phần bên có dạng hình trứng và bị nén, còn các lá mặt có dạng mác ngược với đỉnh tam giác. Trên các cây non thì các lá lớn hơn, dài tới 8–10 mm và rộng 6 mm.
Các nón đực có hình trái xoan hoặc hình trụ, dài khoảng 2,5 mm, phần cuối trên chồi cây. Chúng có từ 3 đến 5 cặp vảy bắc. Các nón cái lớn hơn nhiều, dài 15–25 mm và rộng 14–22 mm, dạng hình cầu hay gần như hình cầu và chín vào năm thứ hai. Chúng có 5-8 cặp vảy bắc. Trên mỗi vảy bắc có 2 hạt có cánh. Các hạt dài khoảng 4 mm, có góc cạnh và đầu nhọn. Trên các mặt trên và dưới có 2 chỗ phồng lớn chứa nhựa. Các cánh ở hai bên và không đều nhau.
Loài cây này không chịu được bóng râm, và cần có khí hậu mát mẻ, nhiều mưa. Nó mọc trên các loại đất ẩm trong các khu vực miền núi. Tại Việt Nam, nó mọc trên các địa hình đất đá vôi hay đất nguồn gốc granit từ độ cao 900 m trở lên.
Loài hóa thạch Fokienia ravenscragensis đã được miêu tả là có từ thời kỳ đầu của thế Paleocen (60-65 Ma). Loài này có ở miền tây nam Saskatchewan và vùng phụ cận Alberta, Canada.

## Sử dụng
Người Lào và người Dao dùng gỗ cây pơ mu để làm nóc nhà hay vách ngăn phòng. Trước đây, gỗ pơ mu còn được sử dụng để làm quan tài. Tại Việt Nam, pơ mu được coi là một loại gỗ quý do mùi thơm đặc trưng, vân gỗ đẹp cũng như trọng lượng khác thường và đặc tính không bị mối mọt phá hoại của nó; vì thế gỗ được sử dụng để làm các đồ tạo tác mĩ thuật, các loại đồ gia dụng. Nó là loài nguy cấp tại Việt Nam và được đưa vào Sách đỏ Việt Nam năm 1996.
Sản phẩm chưng cất từ thân, lá và đặc biệt là từ rễ pơ mu, là tinh dầu được dùng trong hóa mỹ phẩm và y học.

## Tên gọi
Các tên gọi khác của pơ mu trong tiếng Việt là đinh hương, tô hạp hương, mạy vạc (người thiểu số ở Lào Cai), mạy long lanh (người Thái ở miền Tây Bắc và Thanh Hóa), khơ mu (Hà Tĩnh), hòng he (người Ba Na ở Gia Lai và Kon Tum).